# 容華夫人
容华夫人（6世纪?—?），蔡姓，名字无记载，隋文帝晚年嫔妃，丹阳人。
589年，隋灭南陈之后，蔡氏进入隋宫，家世不详、生卒年不详。初为五品世妇。蔡氏姿容婉丽、仪态大方，隋文帝颇为喜爱。但独孤皇后不喜，文帝并不宠幸她。独孤皇后在602年过世后，垂暮的文帝无法排遣丧妻后巨大精神之恸，试图在青春美色中麻醉自己忘却悲苦。蔡氏渐渐得宠，迅速从世妇直接升为贵人，并参与掌管后宫。蔡贵人地位和公主出身的陈贵人不相上下。隋文帝病重逝世前，又为蔡贵人加容华夫人号。文帝过世后，蔡贵人、陈贵人与隋炀帝皆有男女关系。史书未载其之后下落。隋末唐初赵毅笔记《大业略记》记载蔡氏为仁寿宫变女主角。

## 延伸阅读
[在维基数据编辑]
 《北史·卷014》，出自李延壽《北史》
 《隋書·卷36》，出自魏徵《隋书》